# كورنيل براون
كورنيل براون (بالإنجليزية: Cornell Brown)‏ هو لاعب كرة قدم أمريكية أمريكي، ولد في 15 مارس 1975 في إنغلوود في الولايات المتحدة.

## وصلات خارجية
- كورنيل براون على موقع مرجع كرة القدم المحترفة.كوم (الإنجليزية)
- كورنيل براون على موقع قاعة فرجينيا للمشاهير الرياضية (الإنجليزية)